# Wilhelm Lindeck

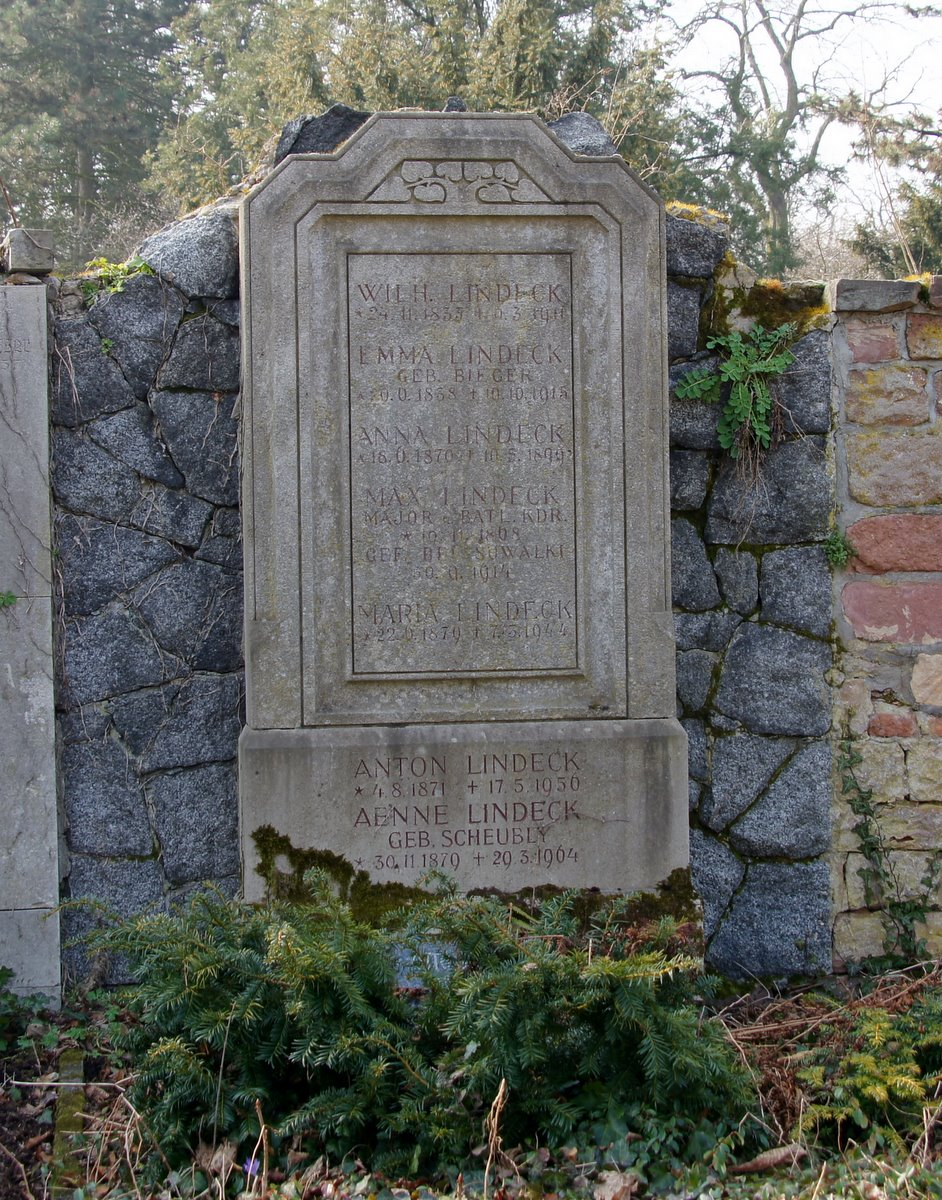
Lindecks Grab in Mannheim

Wilhelm Lindeck (* 24. November 1833 in Gießen; † 6. März 1911 in Mannheim) war Direktor der Süddeutschen-Disconto Gesellschaft in Mannheim.

## Leben
Wilhelm Lindeck war Sohn des Rabbiners Benedikt Levi, der seit 1829 Stadtrabbiner von Gießen und von 1842 bis 1897 Großherzoglich-Hessischer Rabbiner der Provinz Oberhessen war. Sein Bruder Hermann Levi war ein bekannter Komponist und Dirigent des 19. Jahrhunderts.
Wilhelm Lindeck konvertierte zum Katholizismus. Er studierte an der  Hessischen Ludwigs-Universität und wurde 1852 im Corps Starkenburgia aktiv. Er entstammte einer reformjüdischen musischen Familie und war ausgebildeter Opernbassist. Als Prokurist des Bankhauses Ladenburg in Mannheim (1869) hatte er den Familiennamen von Levi auf Lindeck geändert. Lindeck wurde durch seine vom Stadtarchiv Mannheim veröffentlichte Korrespondenz mit dem Komponisten Johannes Brahms bekannt, für den er längere Zeit beim Bankhaus Ladenburg als Vermögensverwalter tätig war. Brahms widmete ihm das Manuskript des Liedes Feldeinsamkeit, Opus 86, Nr. 2: „Ich ruhe still im hohen grünen Gras“. Wilhelm Lindeck wurde um 1905 Bankdirektor der Süddeutschen Disconto-Gesellschaft, einer Beteiligungsgesellschaft des Bankhauses Ladenburg, die 1929 in der Fusion zur Deutschen Bank mit aufging.
Der schriftliche Nachlass von Wilhelm Lindeck befindet sich im Stadtarchiv Mannheim. Verheiratet war er mit Emma Bieger (1838–1915). Der Mannheimer Rechtsanwalt Anton Lindeck, Mitglied des Vorläufigen Reichswirtschaftsrates, war ihr Sohn. Das Grab auf dem Hauptfriedhof Mannheim ziert eine profilierte Muschelkalkstele mit Schriftfeld und Efeurelief im Giebelbereich.